# Afronandus
Afronandus is een monotypisch geslacht van straalvinnige vissen uit de familie van Nandidae (Nanderbaarzen).

## Soorten
- Afronandus sheljuzhkoi (Meinken, 1954)